# Остерби (Крајс Рендсбург-Екернферде)
Остерби (њем. Osterby) општина је у њемачкој савезној држави Шлезвиг-Холштајн. Једно је од 165 општинских средишта округа Рендсбург. Према процјени из 2010. у општини је живјело 959 становника. Посједује регионалну шифру (AGS) 1058123.

## Географски и демографски подаци
Остерби се налази у савезној држави Шлезвиг-Холштајн у округу Рендсбург. Општина се налази на надморској висини од 18 метара. Површина општине износи 9,8 km². У самом мјесту је, према процјени из 2010. године, живјело 959 становника. Просјечна густина становништва износи 97 становника/km².